# Marija Gimbutas
Marija Gimbutas (Litvánul: Marija Gimbutienė, szül. Marija Birutė Alseikaitė) (Vilnius, 1921. január 23. – Los Angeles, 1994. február 2.), litván–amerikai régész, aki az újkőkorszak és a bronzkor kultúráit vizsgálta. Ő vezette be „A régi Európa”-kultúra fogalmát.

## A régi Európa kultúrája
A hagyományos nézetek szerint a legkorábbi civilizációk a bronzkori Sumer és Egyiptom voltak. Ezzel szemben a régészetben kialakult egy másik, a régészeknek csak egy csoportja által támogatott felfogás, amely azt mondja, hogy a civilizáció kialakulása korábbra tehető. Az elmélet egyik első képviselője Marija Gimbutas.
Az újkőkor idején, i. e. 7000 körül, Közép-Európában, a mai Törökország területén, Egyiptomban, Palesztinában és az Indus völgyében mezőgazdaságra alapozott civilizációk alakultak ki egymástól függetlenül. A Közép-Európában kialakult civilizációt nevezte Marija Gimbutas „a régi Európa kultúrájának”.
A régi Európában a letelepedett lakosság eleinte falvakban, később néhány ezer főt számláló városokban élt. A kultúra i. e. 7000-től kezdve i. e. 3500-ig fejlődött. A régi Európa kultúrája egy békés kultúra volt, amit a művészete is mutat, hiszen az istenfigurák nem hordanak fegyvereket. A temetkezésekből arra lehet következtetni, hogy társadalma szociálisan nem tagolódott, nem voltak erős férfi vezérek, a művészete nem ábrázol harcot.
A kultúra egy írást is kifejlesztett, amelyet azonban eddig nem sikerült megfejteni.
A kultúra nem volt patriarchális, azaz a férfiak nem voltak a nők és a gyerekek fölé rendelve. A nők központi szerepet töltöttek be a gyereknevelésen túl a mezőgazdaságban és a kerámiakészítésben is.
A vallás – szemben a későbbi idők transzcendentális vallásaival – immanens volt, ami azt jelenti, hogy nem képzeltek el egy, a világot teremtő istent. A természetet csodálták, szerették az életet. Az élet elsődleges célja nem a hódítás, az istennel szembeni érzés nem a félelem és az alávetettség volt.
A régi Európa kultúráját több hullámban érkező indoeurópai törzsek pusztították el. Ezeket a törzseket nevezte el Gimbutas Kurgán-törzseknek, jellegzetes temetkezési formájuk, a kurgán után.
A kurgán-törzsek korábban a Volga és a Dnyeper között laktak, ahol társadalmuk jellegzetesen más volt, mint a békés régi Európáé. Nomádok voltak, elsősorban pásztorkodással foglalkoztak, és patriarchális, erősen hierarchizált társadalomban éltek. Isteneik is harcias istenek voltak és a papságot is férfiak alkották. A harcias kurgánok körülbelül i. e. 5000-ben háziasították a lovat, amivel jelentősen mozgékonyabbá váltak. I. e. 4500 körül rátámadtak a békés régi Európára, amit leromboltak, és magukat uralkodó osztállyá tették. A régi Európa kultúrája azonban nem tűnt el, hanem összekeveredett a hódítok kultúrájával. Ez alól kivétel Görögország, a Kükládok és Kréta, ahol a régi Európa kultúrája tovább élt egészen i. e. 1500-ig.

## Művei
- 1946 Die Bestattung in Litauen in der vorgeschichtlichen Zeit. Tübingen: In Kommission bei J.C.B. Mohr
- 1958 Ancient symbolism in Lithuanian folk art. Philadelphia: American Folklore Society. Memoirs of the American Folklore Society 49.
- 1961 "Notes on the chronology and expansion of the Pit-grave culture", in J. Bohm & S. J. De Laet (eds), L’Europe à la fin de 1’Age de la pierre: 193-200. Prague: Czechoslovak Academy of Sciences
- 1961 “Timber-graves” in Southern Russia (The Second in a Series on Expeditions Around the World.)
- 1963 The Balts. London : Thames and Hudson, Ancient peoples and places 33.
- 1965 Bronze Age cultures in Central and Eastern Europe. The Hague/London: Mouton
- Colin Renfrew, Marija Gimbutas and Ernestine S. Elster 1986. Excavations at Sitagroi, a prehistoric village in northeast Greece. Vol. 1. Los Angeles : Institute of Archaeology, University of California, 1986, Monumenta archaeologica 13.
- 1974 The Goddesses and Gods of Old Europe
- 1976 (ed.) Neolithic Macedonia as reflected by excavation at Anza, southeast Yugoslavia. Los Angeles: Institute of Archaeology, University of California, 1976. Monumenta archaeologica 1.
- 1977 "The first wave of Eurasian steppe pastoralists into Copper Age Europe", Journal of Indo-European Studies 5: 277-338.
- 1979 The Three Waves of Kurgan People into Old Europe, 4500–2500 BC, Archives suisses d'anthropologie genérale. 43(2) (1979): 113–137
- 1980 "The Kurgan wave #2 (c.3400-3200 BC) into Europe and the following transformation of culture", Journal of Indo-European Studies 8: 273-315.
- 1985 Baltai priešistoriniais laikais : etnogenezė, materialinė kultūra ir mitologija. Vilnius: Mokslas
- 1989 The Language of the Goddess
- 1989 Marija Gimbutas, Shan Winn, Daniel Shimabuku: "Achilleion: a Neolithic settlement in Thessaly, Greece, 6400-5600 B.C." Los Angeles: Institute of Archaeology, University of California, Los Angeles. Monumenta archaeologica 14.
- 1991 The Civilization of the Goddess
- 1992 Die Ethnogenese der europäischen Indogermanen. Innsbruck: Institut für Sprachwissenschaft der Universität Innsbruck, Innsbrucker Beiträge zur Sprachwissenschaft , Vorträge und kleinere Schriften 54.
- 1997 The Kurgan culture and the Indo-Europeanization of Europe. Selected articles from 1952 to 1993, in: Journal of Indo-European Studies monograph 18 (Dexter, Miriam Robbins and Karlene Jones-Bley (ed)), Washington DC: Institute for the Study of Man
- 1999 The Living Goddesses. (edited and supplemented by Miriam Robbins Dexter) Berkeley/Los Angeles: University of California Press
- Dexter, Miriam Robbins and Edgar C. Polomé, eds. 1997, "Varia on the Indo-European Past: Papers in Memory of Marija Gimbutas." Journal of Indo-European Studies Monograph #19. Washington, DC: The Institute for the Study of Man